# Perro fiel
«Perro fiel» es una canción interpretada por la cantante y compositora colombiana Shakira con la colaboración del cantante y compositor colomboestadounidense Nicky Jam, incluida en el noveno álbum de estudio de la cantante, El Dorado (2017). Fue escrita por ambos artistas junto con Cristhian Mena y lanzada como el tercer sencillo del álbum en septiembre de 2017.
El video oficial de su audio fue publicado en la cuenta de YouTube de la artista, junto con el resto de las canciones inéditas del álbum, poco antes de su puesta a la venta internacionalmente, durante la noche del 25 de mayo de 2017. Hasta la fecha de lanzamiento del sencillo, este video logró sumar más de 30 millones de reproducciones. En menos de tres días, «Perro fiel» logró ingresar a las listas musicales de varios países, entre ellos Francia, Suiza y muy destacadamente España, donde alcanzó la novena posición durante la primera semana luego del lanzamiento del álbum.
Hasta el momento ha vendido 1.2 Millones descargas digitales puras y con streaming rebasa los 2.3 Millones

## Video musical
Las grabaciones del video oficial se realizaron el 27 de julio de 2017 en las cercanías de Barcelona y fue dirigido por Jaume de Laigana. Fue estrenado el 15 de septiembre de ese año en la cuenta de VEVO de la cantante.
El video inicia con tres chelistas tocando sus chelos en forma del cuerpo de mujer, seguidamente vemos a Shakira con un vestido rojo, una gran trenza en su cabello y tirando de unos perros siberianos; luego como una "diosa dorada" acorde al nombre de su álbum y con los sensuales movimientos de cadera que la caracterizan; finalmente la vemos junto a Nicky Jam con un estilo más urbano luciendo el cabello rojo, como se había mostrado previamente en fotografías del rodaje, y que hace recordar a la Shakira de los años 90 e inicio de los 2000.
A una semana de estreno el vídeo oficial cuenta con más de 33 millones de visitas.
A un mes del estreno el vídeo oficial cuenta con más de 133 millones de visitas.
A dos meses del estreno el vídeo oficial cuenta con más de 256 millones de visitas.
Y a tres meses del meses del estreno el vídeo oficial cuenta con más de 360 millones de visitas.
Actualmente contabiliza 980 000 000 millones en YouTube y más de 310 000 000 en Spotify

## Posicionamiento en las listas
| Listas (2017)                                   | Mejor posición |
| ----------------------------------------------- | -------------- |
| Argentina (Monitor Latino)                      | 5              |
| Bolivia (Monitor Latino)                        | 7              |
| Chile (Monitor Latino)                          | 7              |
| Colombia (National-Report)                      | 21             |
| Costa Rica (Monitor Latino)                     | 1              |
| República Dominicana Pop Songs (Monitor Latino) | 2              |
| Ecuador (Monitor Latino)                        | 13             |
| Ecuador (National-Report)                       | 9              |
| El Salvador (Monitor Latino)                    | 14             |
| Francia (SNEP)                                  | 83             |
| Guatemala (Monitor Latino)                      | 12             |
| Latin America (Monitor Latino)                  | 5              |
| México (Monitor Latino)\|                       | 1              |
| Mexico Airplay (Billboard)                      | 1              |
| Mexico Spanish Airplay (Billboard)              | 1              |
| Panama (Monitor Latino)                         | 7              |
| Paraguay (Monitor Latino)                       | 5              |
| Polonia (Polish Airplay Top 100)                | 56             |
| Portugal (AFP)                                  | 6              |
| España (Top 100 Canciones)                      | 3              |
| Suiza (Schweizer Hitparade)                     | 62             |
| Uruguay (Monitor Latino)                        | 6              |
| Estados Unidos (Billboard Hot 100)              | 100            |
| Estados Unidos (Hot Latin Songs)                | 6              |
| Estados Unidos (Latin Pop Airplay)              | 2              |
| Venezuela (National-Report)                     | 23             |

## Certificaciones
| País   | Organismo certificador | Certificación  | Ventas certificadas | Ref    |
| ------ | ---------------------- | -------------- | ------------------- | ------ |
| España | PROMUSICAE             | 3x Platino     | 120 000             | [ 34 ] |
| México | AMPROFON               | Diamante • Oro | 330 000             | [ 35 ] |
| Italia | FIMI                   | Oro            | 25 000              | [ 36 ] |
| Suiza  | IFPI                   | Oro            | 10 000              | [ 37 ] |